# Kiel Reijnen
Pour les articles homonymes, voir Kiel (homonymie).
Kiel Reijnen, né le 1er juin 1986 à Bainbridge Island, est un coureur cycliste américain, professionnel de 2009 à 2021.

## Biographie
Fin 2014 ses dirigeants annoncent qu'il fera toujours partie de l'effectif de la formation UnitedHealthcare en 2015.
En 2015 il gagne la première étape du Tour de l'Utah, la troisième du Tour du Colorado et se classe troisième du championnat des États-Unis sur route. En fin de saison il signe un contrat en faveur de la formation Trek-Segafredo.
Reijnen arrête sa carrière professionnelle sur route en fin d'année 2021. Il se réoriente dans la pratique du gravel.

## Palmarès
- 2010
  - Tour de Thaïlande :
    - Classement général
    - Prologue

  - 3e du Tour du lac Qinghai
  - 3e du championnat des États-Unis sur route
- 2011
  - Tour du Rwanda :
    - Classement général
    - 1re (contre-la-montre), 2e, 3e et 5e étapes
- 2012
  - 3e du championnat des États-Unis sur route
- 2013
  - 4e étape du Tour of the Gila
  - Philadelphia Cycling Classic
  - Bucks County Classic
  - 3e du championnat des États-Unis sur route
- 2014
  - Philadelphia Cycling Classic
  - Clarendon Cup
  - Crystal Cup
  - 1re étape du Tour du Colorado
- 2015
  - 1re étape du Tour de l'Utah
  - 3e étape du Tour du Colorado
  - 3e du championnat des États-Unis sur route
- 2016
  - 5e étape du Tour de l'Utah

## Résultats sur les grands tours

### Tour d'Espagne
4 participations
- 2016 : 132e
- 2018 : 135e
- 2019 : 141e
- 2021 : abandon (15e étape)

## Classements mondiaux
| Année                                 | 2009 | 2010 | 2011 | 2012 | 2013 | 2014 | 2015 | 2016  | 2017  | 2018  | 2019  | 2020  |
| ------------------------------------- | ---- | ---- | ---- | ---- | ---- | ---- | ---- | ----- | ----- | ----- | ----- | ----- |
| UCI World Tour                        |      |      |      |      |      |      |      | nc    | 277e  | 407e  |       |       |
| Classement mondial                    |      |      |      |      |      |      |      | 1297e | 1018e | 1347e | 3059e | 1906e |
| UCI Europe Tour                       | nc   | nc   | nc   | nc   | nc   | nc   | nc   | nc    | nc    | 1763e |       |       |
| UCI Asia Tour                         | 86e  | 12e  | 101e | 50e  | nc   | nc   | nc   | nc    | nc    | nc    |       |       |
| UCI America Tour                      | nc   | nc   | nc   | 361e | 4e   | 4e   | 9e   | 151e  | 239e  | 145e  | 513e  | 180e  |
| UCI Africa Tour                       | nc   | nc   | nc   | 13e  | nc   | nc   | nc   | nc    | nc    | nc    |       |       |
|                                       |      |      |      |      |      |      |      |       |       |       |       |       |
| Légende : nc = non classéSource : UCI |      |      |      |      |      |      |      |       |       |       |       |       |